# ایوان تیمکو
ایوان تیمکو (انگلیسی: Ivan Tymko؛ زادهٔ ۲۶ ژوئیهٔ ۱۹۷۹) ورزشکار روئینگ اهل اوکراین است. وی همچنین قایقرانان روئینگ بازی‌های المپیک تابستانی ۲۰۱۲ بوده‌است.